# Абубакар Тунгара
Абубакар Ибрахима Тунгара (на френски: Aboubacar Ibrahima Toungara) е малийски футболист, който играе на поста офанзивен полузащитник. Състезател на Савон Блууингс.

## Кариера
На 15 юли 2021 г. Тунгара става част от отбора на Берое. Дебютира на 7 август при загубата с 0:2 като домакин на Черно море.

### Арда
На 1 януари 2023 г. Абубакар става играч на Арда. Прави дебюта си на 17 февруари при победата с 5:0 като домакин на Локомотив (Пловдив).

## Национална кариера
На 23 март 2013 г. Абубакар дебютира в официален мач за националния отбор на Мали до 20 г., при загубата с 0:2 от националния отбор на Габон до 20 г., в среща от Купата на африканските нации до 20 г. през 2013 г.

## Успехи
ФАР Рабат
- Купа на Мароко (1): 2021